# 平田豊 (ゲームクリエイター)
平田 豊（ひらた ゆたか、1969年 - ）は、株式会社朱雀の取締役開発部長。
ウエストン、ヒューマン、アフェクトを経て朱雀に入社。

## 主なゲーム作品
- ワンダーボーイV モンスターワールドIII（セガ）
- ダークハーフ（エニックス）
- クロックタワーゴーストヘッド（ヒューマン）
- アートカミオン 双六伝（アフェクト）